# إلفة الإدلبي
إلفت عمر باشا الإدلبي هي كاتبة وأديبة سورية (1912-22 مارس 2007) ولدت في دمشق في حي الصالحية، من أبوين دمشقيين هما «أبو الخير عمر باشا» و«نجيبة الداغستاني» وكانت البنت الوحيدة بين خمسة أخوة ذكور.

## نسبها
يعود نسبها من أبيها إلى أسرة دمشقية الأصل، ومن أمها إلى أسرة داغستانية.
حيث نفى السلطان العثماني محمود الثاني جدها الشيخ محمد حلبي، وقسره على مغادرة وطنه داغستان مع أسرته، بسبب نضاله لتحريره من الاحتلال الروسي، ليقيم نهائياً بدمشق.

## أسرتها
في عام 1929 تزوجت إلفت من الطبيب حمدي الإدلبي - وهي في السابعة عشرة - دون أن تراه، ولكنه استطاع أن يراها خلسة بمساعدة صديقة للطرفين، وأنجبت له ثلاثة أولاد هم: ليلى وياسر وزياد، وكانت قد انقطعت عن متابعة تعليمها بسبب هذا الزواج المبكر.

## تعليمها
تلقت علومها في مدرسة تجهيز البنات، وفي عام 1920 أصبح التدريس في مدرستها باللغة العربية، وحين عاد الملك فيصل الأول من باريس خرجت لاستقباله بزي مدرسي أُعِدَّ خصيصاً لهذه المناسبة التاريخية.
في عام 1921 أُصِيبَت بالحمى التيفية، ونجت منها بأعجوبة، مما أخَّرَها عن الالتحاق بالمدرسة سنة كاملة، ولما أسست مدرسة «العفيف» القريبة من منزلها انتمت إليها، وكانت من المتفوقات في دروسها.
وفي عام 1927 نالت الشهادة الابتدائية وانتقلت إلى دار المعلمات، وكان من أساتذتها فيها أبو السعود مراد، وصادق النقشبندي، ومحي الدين السفرجلاني. وكان صفها قليل العدد لا يتجاوز ستة عشر تلميذاً، أما التلميذات فلا يكاد عددهن يُذْكَر.

## البدايات
ظهر ميلها إلى الأدب وهي صغيرة، حتى أن أحد أساتذتها تنبأ لها بأنها ستصبح أديبة مرموقة يوماً ما، وهذا ما حدث فعلاً، وكانت هوايتها المفضلة القراءة الدائبة المستمرة، لا تصرفها عنها مشاغل الحياة الكثيرة. مرضت عام 1932 وظلت طريحة الفراش سنة كاملة، فانتهزت فرصة المرض لتقرأ وتشبع هوايتها وتعب من ينابيع الأدب العربي والعالمي. كانت تقرأ عشر ساعات متواصلة يومياً، تنتقل فيها بين الأدب القديم والحديث والمترجم، إلا أن قراءة القصة كانت هوايتها الأثيرة، وكانت عندها الألذ والأمتع، الأمر الذي جعلها تستنفد جميع مؤلفات محمود تيمور، وتوفيق الحكيم، وإبراهيم عبد القادر المازني، وطه حسين، وميخائيل نعيمة، وجبران خليل جبران، ومارون عبود، ومعروف الأرناؤوط وغيرهم.

## شهرتها
حقّقت أعمالها شهرة عالمية فتُرجم العديد من قصصها وكتبها إلى أكثر من عشر لغات عالمية منها: الإيطالية والإسبانية والألمانية، والروسية، والصينية، والتركية، والأوزباكستانية والروسية.
كما تمّ اعتماد عدد من قصصها القصيرة لتدرّس في جامعات عالمية: في جامعات الصين، الولايات المتحدة، إسبانيا، روسيا، أوزبكستان.
واحدة من مجموعتها القصصية الأولى (قصص شامية) شكّلت منعطفاً مهماً في مسيرة «إلفة الإدلبي» إذ أرسلت قصتها هذه عام 1947 إلى مسابقة في الإذاعة البريطانية لتفوز بجائزة أفضل قصة في الوطن العربي، ما منحها ثقة عالية بالنفس شجعتها على إرسال قصتها (الدرس القاسي) من المجموعة ذاتها إلى مجلة (الرسالة) المصرية ذات الأهمية العالية في عالم الأدب والصحافة، وكانت المفاجأة بنشر المجلة لقصتها، مما زادها ثقة وإصراراً على المتابعة.
عضو جمعية القصة والرواية.

## نشاطها
جمعية الندوة الثقافية النسائية
في عام (1942م) تنادت ثلة من نساء النهضة السورية لتأسيس جمعية تسعى إلى نشر الثقافة في المجتمع وتهدف إلى تحرير المرأة من قيود الأمية والتخلّف. كانت «إلفة الإدلبي» بين كوكبة النساء النهضويات اللواتي أسّسن بجهودهن لمكانة المرأة السورية وما وصلت إليه من تقدّم علمي ونهضة ثقافة.
ترأست «إلفة الإدلبي» اللجنة الثقافية في الجمعية وتضمن عملها الأمور الآتية:
1 ـ تأسيس مكتبة عريقة للجمعية تضم أمات الكتب القيّمة، وكل جديد ومفيد في عالم الأدب والمعرفة والعلوم، وكانت المكتبة وما زالت مفتوحة لكل راغب بالمعرفة والثقافة.
2 ـ تطبيق برنامج للقراءات الثقافية لعضوات الندوة يقرأن فيه كل مستجد في مجال الأدب والثقافة.
3 ـ تنظيم محاضرة في يوم الثلاثاء الأخير من كل شهر تستضيف فيه كبار الأدباء والشعراء والنقّاد والدعوة للحضور عامّة. وقد سعت «إلفة الإدلبي» جاهدة للمحافظة على هذا التقليد الذي تتمسك به الجمعية إلى اليوم واستطاعت من خلال اتصالاتها الثقافية الواسعة أن تجعل من منبر الجمعية منارة ثقافية في وقت كنّا نفتقد فيه للمراكز الثقافية، ولم يكن الكتاب في متناول الجميع.
4 ـ مشروع طباعة ونشر الكتب على نفقة الجمعية أو إعادة طباعة بعض الكتب المهمة وذلك تقديراً لجهود الكتّاب المرموقين، وتشجيعاً لمواهب الكتّاب الشباب.

## مؤلفاتها
تركت ألفت الأدلبي وراءها إرثاً ثقافياً كبيراً من القصص والروايات والدراسات الأدبية التي تميزت بالواقعية والتركيز على الحياة الشرقية، وسجلت اسمها كواحدة من أكبر الأديبات السوريات والعرب، حصلت على العديد من شهادات التقدير والجوائز السورية والعالمية.
- كتبت أول قصة لها في العام 1947 بعنوان «القرار الأخير»، إذ شاركت بها في مسابقة إذاعة لندن وحصلت على الجائزة الثالثة.
- «قصص شامية» العام 1954
- مجموعة قصصية بعنوان «وداعاً يا دمشق» العام 1963
- مجموعة قصصية بعنوان «يضحك الشيطان» العام 1974
- «نظرة في أدبنا الشعبي» العام 1974
- «عصي الدمع» العام 1976
- رواية «دمشق يا بسمة الحزن» العام 1981
- رواية «حكاية جدي» العام 1999
- «نفحات دمشقية» العام 1990.